# デミヤノフ転位
デミヤノフ転位 (Demjanov rearrangement) とは、有機化学における人名反応のひとつで、アミノ基を持つシクロブタンに亜硝酸を作用させると、環が拡大、または縮小したアルコールが生成物として現れる反応。1903年に、ニコライ・Y・デミヤノフが最初の報告を行なった。ワーグナー・メーヤワイン転位の一種。

## 環拡大
アミノメチルシクロブタンからは、シクロブチルメタノールと、環が拡大したシクロペンタノールが生成する。アミノ基が亜硝酸によりジアゾニウムとなり、窒素が脱離して生じるカルベニウムイオン（カルボカチオン）に直接水が反応するとシクロブチルメタノールとなる。カルベニウムイオンからメチレン基の 1,2-転位が起こった後に水と反応するとシクロペンタノールとなる。

## 環縮小
アミノシクロブタンからは、シクロブタノールと、環が縮小したシクロプロピルメタノールが生成する。亜硝酸の作用で発生するカルベニウムイオンからメチレン基の 1,2-転位が起こった後に水と反応するとシクロプロピルメタノールとなる。
cyclo-C4H7−NH2  +  HNO2  →  [cyclo-C4H7+]  →  cyclo-C4H7−OH  +  cyclo-C3H5−CH2OH